# Ingi Steinþórsson
Ingi Þór Steinþórsson (Reikiavik, 9 de mayo de 1972) es un entrenador de baloncesto islandés. Actualmente es el entrenador asistente del Stjarnan Garðabær de la Domino's deildin.

## Trayectoria
Como entrenador principal, ha ganado la Liga de Islandia masculina y femenina tres veces cada una. 
Fue nombrado Entrenador del Año de la liga en la temporada 2009-2010, tras ganar el título con el Snæfell Stykkishólmur y también fue nombrado Entrenador del Año de de la liga femenina en tres ocasiones, temporadas 2013-2014, 2014-2015 y 2015-2016, cuando dirigió al equipo femenino del Snæfell, llevándolo a ganar la liga tres veces consecutivas.
El 12 de julio de 2018 fue nombrado entrenador principal del KR Reykjavík, volviendo al equipo en el que comenzó su carrera. Sustituyó en el cargo a Finnur Stefánsson, quien había logrado ganar la Liga de Islandia cinco temporadas consecutivas. El 4 de mayo de 2019, ganó su tercer campeonato de liga y sexto consecutivo del KR, al vencer en la final a ÍR Reykjavík por 3-2.
En mayo de 2020 tras ser despedido por el KR, firmó el contrato de entrenador asistente con el Stjarnan Garðabær.